# Друцкие-Горские

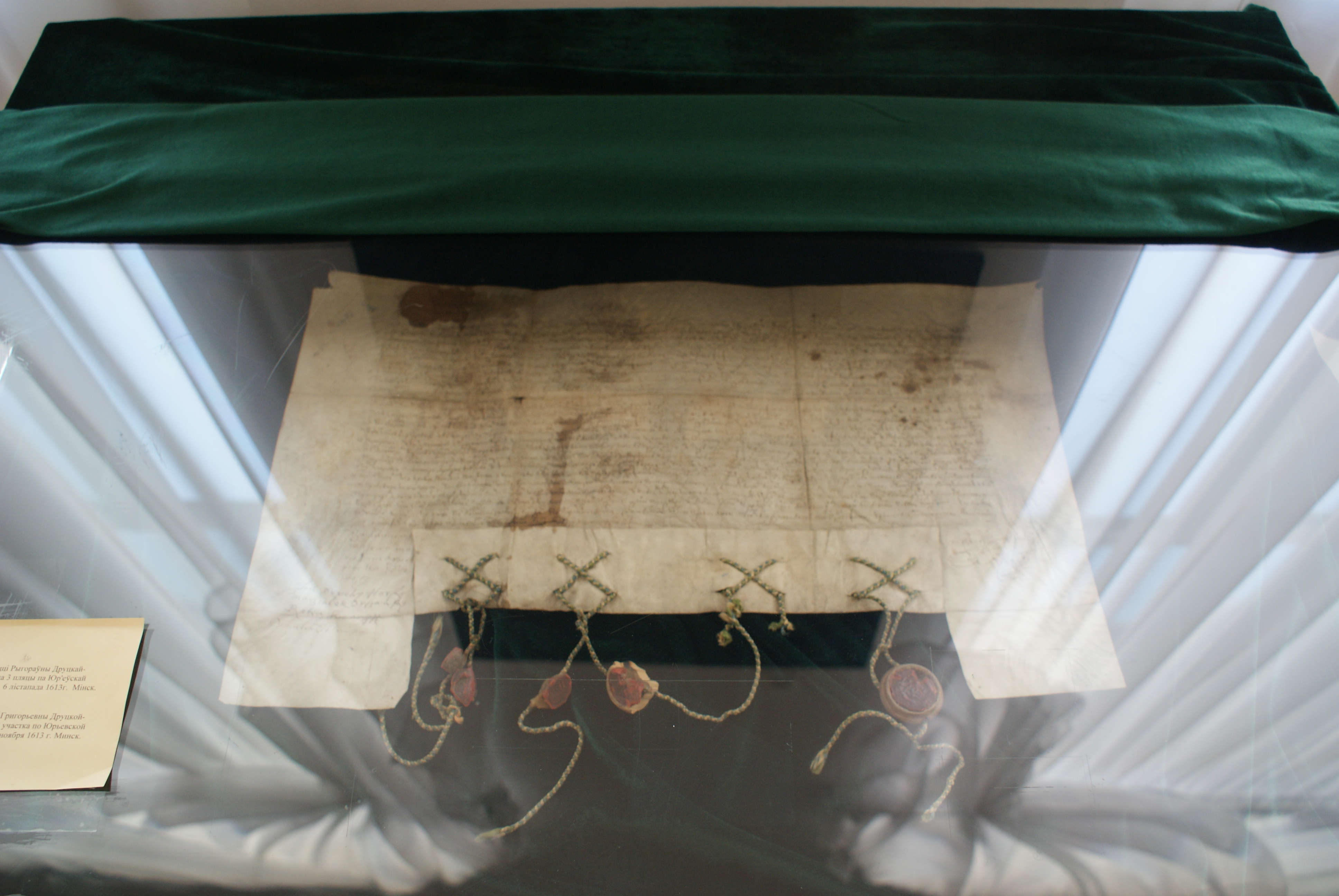
Дарственная грамота княжны Авдотьи Григорьевны Друцкой-Горской, жены (?) маршалка Богдана Стецкевича, православному Петропавловскому монастырю на 3 участка по Юрьевской улице в Минске для постройки монастырской церкви. 6 ноября 1613 г. Минск.

Друцкие-Горские — русский по происхождению польско-литовский княжеский род, отрасль князей Друцких. Друцкие, по некоторым данным Рюриковичи, являлись потомками удельных князей Друцкого княжества с центром в городе Друцк недалеко от Витебска. На рубеже XVI века княжество, находившееся в зоне многочисленных военных конфликтов между Россией и Литвой, пришло в полный упадок, а город Друцк превратился в незначительный посёлок, но род князей Друцких не только сохранился, но и разделился на несколько ветвей.
Одной из ветвей рода были князья Друцкие-Горские, владевшие деревней Горы, поблизости от Друцка. Они также владели там же, в Оршанском повете, деревнями Дудаковичи (ныне Круглянский район Могилёвской области Белоруссии) и Бурневка (Бурнево), поэтому иногда также назывались Друцкими-Дудаковскими и Друцкими-Бурневскими. Представители рода, кроме того, владели земельной собственностью в Минске, которая была в итоге пожалована в 1613 году одному из минских православных монастырей (жалованная грамота сохранилась).
Основателем рода Друцких-Горских был князь Иван Друцкий, по прозвищу Путята. Он имел двух сыновей, одним из которых был князь Василий Иванович Друцкий-Путятич. Одна из ветвей рода пресеклась ещё в XVI веке, другая существовала до начала XVIII века. После смерти в 1730 году князя Михаила Антония Друцкого-Горского, последнего члена рода, его владения по обычаю отошли польскому королю.
Род Друцких-Горских отличался знатностью, но не выделялся ни известностью, ни богатством. К началу XIX века сам факт его существования был поляками уже в достаточной степени забыт. Поэтому, когда во время Следственного дела декабристов, один из подследственных, георгиевский кавалер, герой сражения под Вейсенфельсом и взятия Суассона, кавказский вице-губернатор, артиллерии полковник, затем статский советник Осип-Юлиан Викентьевич Горский объявил себя «князем Друцким-Горским графом», следствие проверило эти сведения, и пришло к такому заключению:

«Никто не знает даже о его происхождении. Сперва он объявил себя графом… После того Горский производил себя из Горских князей и хлопотал о сем в Сенате… Для поляков сие знаменитое происхождение Горского вовсе непонятно, ибо в Белоруссии никогда не было ни графской, ни княжеской, ни даже дворянской фамилии Горских, а есть дворяне Горские в Литве, которые не признают своим подсудимого Горского. Общий слух носится, что он сын мещанина из местечка Бялыничь в Белоруссии, но верного ничего нет».— Справка III отделения, составленная 31 января 1827 г.
.
Тем не менее, информация о полковнике Горском, как о князе Друцком-Горском, попала в Энциклопедический словарь Брокгауза и Ефрона. Там же утверждается, что Горский Был впоследствии возвращён в Россию (то есть в Европейскую Россию) из Сибири, хотя по другим данным он умер на поселении в Омске, 7 июля 1849 года.
Полковник Горский имел двоих сыновей (по данным ЭСБЭ — одного сына, скончавшегося бездетным). На момент издания ЭСБЭ этот род Друцких-Горских (который энциклопедия отождествляет с прежним) также пресёкся.